# Kaniska canace
Kaniska canace is een vlinder uit de familie Nymphalidae. De wetenschappelijke naam van deze soort is voor het eerst voorgesteld als Papilio canace door Carl Linnaeus in een publicatie uit 1763.

## Verspreiding
De soort komt voor in een groot deel van Azië waaronder Siberië, Zuid-Korea, Japan, China, Taiwan, India, Sri Lanka, Nepal, Bhutan, Myanmar, Thailand, Cambodja, Vietnam, de Filipijnen, Maleisië en Indonesië.

## Waardplanten
De rupsen leven op:
- Liliaceae
  - Lilium lancifolium
  - Streptopus amplexifolius
  - Tricyrtis hirta
- Smilacaceae
  - Smilax arisanensis
  - Smilax bockii
  - Smilax bracteata
  - Smilax china
  - Smilax lanceifolia
  - Smilax perfoliata
  - Smilax riparia

## Ondersoorten
- Kaniska canace battakana (de Nicéville, 1896) (Sumatra)
- Kaniska canace benguetana (Semper, 1888) (Luzon)
  - = Vanessa benguetana Semper, 1888
- Kaniska canace canace (Linnaeus, 1763) (Sikkim - Zuid-India, Myanmar, Zuid-China)
- Kaniska canace charonia (Drury, 1770)
- Kaniska canace charonides (Stichel, [1908]) (Zuidelijk deel van de Oessoeri)
  - = Vanessa charonides Stichel, [1908]
- Kaniska canace drilon (Fruhstorfer, 1908) (Taiwan)
  - = Vanessa canace drilon Fruhstorfer, 1908
- Kaniska canace haronica (Moore, 1879) (Sri Lanka)
  - = Vanessa haronica Moore, 1879
- Kaniska canace ishima (Fruhstorfer, 1899) (Japan)
  - = Vanessa canace ishima Fruhstorfer, 1899
- Kaniska canace javanica (Fruhstorfer, 1912) Java
  - = Polygonia canace javanica Fruhstorfer, 1912
- Kaniska canace maniliana (Fruhstorfer, 1912) (Borneo)
  - = Polygonia canace maniliana Fruhstorfer, 1912
- Kaniska canace muscosa Tsukada & Nishiyama, 1979 (Sulawesi)
- Kaniska canace nojaponicum von Siebold, 1824 (Japan)
  - = Kaniska canace no-japonicum von Siebold, 1824
- Kaniska canace perakana (Distant, 1886) (Malakka)
  - = Vanessa perakana Distant, 1886